# 방글라데시의 국기
방글라데시의 국기는 1972년 1월 17일에 공식 제정되었다. 방글라데시의 국기는 1971년 3월 2일에 방글라데시 독립 전쟁 당시에 최초로 사용되었던 기를 기초로 하여 만들어진 것이다. 독립 전쟁 당시에 사용되었던 기의 빨간색 원 안에는 금색의 방글라데시의 지도 디자인이 그려져 있었지만 1972년에 금색의 방글라데시의 지도 디자인을 삭제한 형태의 디자인을 한 국기를 현재의 국기로 제정하였다.
초록색 바탕 가운데에 빨간색 원이 그려져 있는데 초록색은 젊은이의 의지와 방글라데시의 풍요로운 대지를, 빨간색 원은 방글라데시의 독립을 위해 흘린 피와 벵골 지방에 떠오르는 태양을 의미한다. 일본의 국기와 디자인이 비슷하며, 실제로 셰이크 무지부르 라흐만의 딸에서 총리가 된 셰이크 하시나는 "아버지는 일본의 일장기를 참고했다"고 증언한 바 있다.

## 색상
방글라데시의 국기 규격과 색상은 다음과 같다.

방글라데시의 국기 규격

| 색상 | 초록               | 빨강                |
| ---- | ------------------ | ------------------- |
| RGB  | 0–106–78 (#006A4E) | 244–42–65 (#F42A41) |

## 여러 가지 기

상선기
해군기
공군기
동파키스탄 독립 선포 당시의 기 (1971년-1972년)
동파키스탄 독립 선포 당시의 기 (뒷면, 1971년-1972년)

## 같이 보기
- 일본의 국기